# Santa Fe de Montfred
Santa Fe de Montfred és una església romànica de Talavera (Segarra) inclosa a l'Inventari del Patrimoni Arquitectònic de Catalunya.

## Descripció
S'hi arriba per una pista que surt, en direcció oest, del kilòmetre 4 de la carretera de la Panadella a Santa Coloma de Queralt, just al cim de la collada. Aquest indret ens presenta les ruïnes d'un antic mas al costat de la capella de Santa Fe de Montfred. Aquesta capella és d'una sola nau amb volta de canó i absis semicircular orientat a llevant, precedit per un arc presbiteral. La porta d'accés sobre a la façana nord i és de forma d'arc de mig punt adovellat. Al centre de l'absis hi ha una finestra de doble esqueixada i al mur de ponent n'hi ha una altra, d'una sola esqueixada. Al brancal sud de l'arc presbiteral s'obre una tercera finestra, de doble esqueixada amb signes d'haver resta reformada posteriorment. La capella té un petit campanar d'espadanya d'un ull situat sobre el pinyó del mur est. La teulada de la nau és a doble vessant i la de l'absis és de quart d'esfera. L'aparell de pedra presenta un treball irregular i descurat, sent el típic carreuó segarrenc rejuntat amb morter de calç, disposat en filades desiguals, més irregulars a les parts refetes, i que posen en evidència una obra de clara rudesa de principis del segle xii, tot seguint la tradició constructiva del XI.
Hi havia una imatge de pedra de Santa Fe que actualment es troba a la casa de Josep Corbella a Santa Coloma de Queralt.

## Història
El lloc de Montfred és documentat des de l'any 1051 entre les afrontacions del castell de Civit. El primer esment de l'església de Santa Fe de Montfred és de l'any 1195, en el primer testament de Guerau de Castelltort, que li llegà un alou.
És possible que la capella es correspongui amb la parròquia de Bordell, que és esmentada en la llista de parròquies del Bisbat de Vic anteriors al 1154. Segons Francesca Español, va ser construïda a principis del segle XII, integrada dins el bisbat de Vic.
Actualment, no queda cap resta del castell i en el seu lloc s'hi va construir un mas gran, probablement del segle xvii o XVIII, que se'ns presenta en estat ruïnós. La capella de Santa Fe de Montfred, en origen, hauria de ser la capella del primitiu castell.